# Фомина, Зоя Петровна
Зо́я Петро́вна Фомина́ (13 сентября 1924, Москва — 25 июня 1999, там же) — советский и российский режиссёр документального кино. Лауреат Ленинской премии (1980). Первая жена режиссёра Эльдара Рязанова.

## Биография
Родилась в Москве.
Поступила на режиссёрский факультет ВГИКа (мастерская Г. М. Козинцева), в 1947 году проходила практику на «Ленфильме». Окончила институт в 1950 году, защитившись на «отлично» документальной лентой «Они учатся в Москве» (1950), снятой совместно с однокурсником Э. Рязановым. В том же году принята режиссёром на Центральную студию документальных фильмов (ЦСДФ). Была ассистентом у Л. Варламова на фильме «Миссия доброй воли» (1955).
На ЦСДФ проработала до 1990 года.
Кроме фильмов является автором сюжетов для кинопериодики «Москва», «Новости дня», «Пионерия», «По Советскому Союзу», «Советская армия», «Советское искусство», «Советское кино», «Хроника наших дней».
Член Союза кинематографистов СССР (Москва).
Умерла 25 июня 1999 года в Москве.

### Семья
Была первой женой Эльдара Рязанова (1927—2015). Будущие супруги познакомились в 1944 во ВГИКе, где учились на одном курсе; в браке состояли около тридцати лет до 1977 года.
Дочь — Ольга Эльдаровна Рязанова (род. 1951), окончила МГУ, филолог, киновед.
Внук — Дмитрий Витальевич Трояновский (род. 1987), тележурналист.

## Фильмография
- 1950 — Они учатся в Москве (дипломная работа; совместно с Э. Рязановым)
- 1953 — Твои книжки (совместно с Э. Рязановым)
- 1957 — На чудесном празднике
- 1957 — Спутник над планетой
- 1958 — В глубь ледяного континента
- 1962 — Пионерская двухлетка
- 1963 — Путешествие в мечту
- 1967 — Писатель и время
- 1971 — Так начинается цирк
- 1976 — Москва строится
- 1977 — Москвичи на субботнике
- 1978 — Памятник подвигу
- 1978 — ТАСС сообщает…
- 1979 — Война в воздухе (фильм 11 киноэпопеи «Великая Отечественная»)
- 1979 — У истоков советского кино
- 1980 — Встреча с Михаилом Исаковским
- 1981 — Живая связь времен
- 1983 — Первый залп
- 1988 — Мело, мело по всей земле
- 1988 — Сергей Эйзенштейн
- 1990 — 9 мая год 1990 года

## Награды
- Ленинская премия (1980) — за документальный фильм «Война в воздухе» (1979) из цикла эпопеи «Великая Отечественная»[3].